# Francesco Catalanotto
Francesco Catalanotto (Castelvetrano, 03 Agosto 1975) è un imprenditore italiano.
Francesco Catalanotto (Castelvetrano, 03 Agosto 1975) è un imprenditore italiano, fondatore e amministratore delegato della catena di negozi di ottica Ottica Catalanotto. Ha ideato il modello di franchising Formula Easy, basato sulla fornitura di prodotti ottici in conto vendita e su servizi di formazione e assistenza agli affiliati.

## Biografia
Originario di Castelvetrano (Trapani), dopo la formazione presso l’Istituto Professionale Statale per l’Industria e l’Artigianato (IPSIA) ha avviato nel 1995 il primo punto vendita di ottica nella sua città natale.

## Attività imprenditoriale

### Ottica Catalanotto
La catena *Ottica Catalanotto* nasce con l’apertura del primo negozio a Castelvetrano. Nel corso degli anni si è sviluppata fino ad adottare un modello di franchising attivo a livello nazionale.
Nel 2020 fonti giornalistiche hanno descritto l’azienda come «un esempio di franchising siciliano», riportando l’esistenza di 19 punti vendita.
Nel dicembre 2024 è stata inaugurata una nuova sede a Castelvetrano, mentre la rete risultava composta da oltre 35 negozi tra Nord e Sud Italia.

### Formula Easy
Nel 2015 Catalanotto ha introdotto la formula di franchising Easy, caratterizzata dal sistema di conto vendita, dalla possibilità di reso dell’invenduto e da un supporto centralizzato comprendente formazione, assistenza tecnica e attività di comunicazione.
Un’intervista del 2023 ha illustrato i principali aspetti del modello, tra cui la riduzione dei costi iniziali, l’approvvigionamento centralizzato della merce e la pubblicità a livello nazionale.

### Pleiadi s.r.l.
Nel 2014 ha fondato la società Pleiadi s.r.l., dedicata a servizi di marketing, comunicazione e formazione per la rete di franchising.

## Attività pubbliche
Nel 2023 Catalanotto ha partecipato al Salone Franchising Milano, presentando la formula Easy nell’ambito delle opportunità del settore ottico.